# Rafael Quevedo Torrientes
Rafael Quevedo Torrientes es un deportista español que compitió en piragüismo en la modalidad de maratón. Ganó una medalla en el Campeonato Mundial de Piragüismo en Maratón de 2000 y dos medallas en el Campeonato Europeo de Piragüismo en Maratón, en los años 1999 y 2001.

## Palmarés internacional
| Campeonato Mundial | Campeonato Mundial            | Campeonato Mundial | Campeonato Mundial |
| Año                | Lugar                         | Medalla            | Evento             |
| ------------------ | ----------------------------- | ------------------ | ------------------ |
| 2000               | Dartmouth (Canadá)            | Medalla de plata   | K2                 |
| Campeonato Europeo |                               |                    |                    |
| Año                | Lugar                         | Medalla            | Evento             |
| 1999               | Gorzów Wielkopolski (Polonia) | Medalla de oro     | K2                 |
| 2001               | Győr (Hungría)                | Medalla de plata   | K2                 |